# Alice Rey Colaço

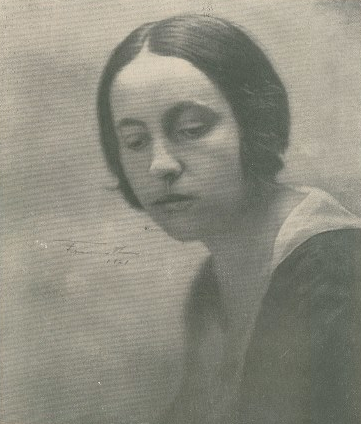
Alice Rey Colaço in der Zeitschrift Ilustração Portuguesa, 1922

Alice Schmidt Lafourcade Rey Colaço Menano (* 1. Juli 1890 in Santa Maria de Belém, Lissabon; † 13. Juni 1978 ebenda) war eine portugiesische Malerin und Illustratorin der Moderne, Sängerin, Bühnen- und Kostümbildnerin.

## Leben

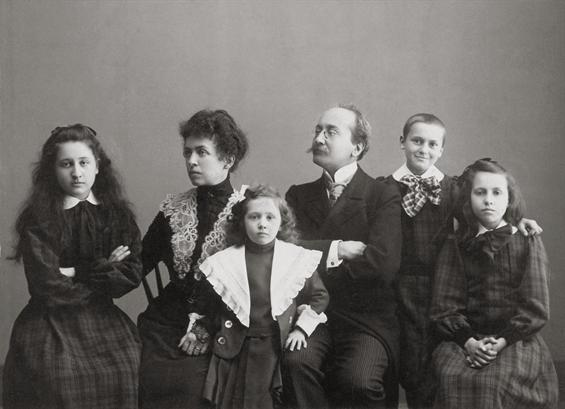
Familie Rey Colaço (von links nach rechts: Maria Rey Colaço, Alice Lafourcade, Amélia Rey Colaço, Alexandre Rey Colaço, Jeanne Rey Colaço e Alice Rey Colaço)

Rey Colaço wurde als Tochter des Pianisten und Komponisten Alexandre Rey Colaço und Alice Schmidt Constant Lafourcade, der Tochter des deutschen Konsuls in Valparaíso, Chile, Hermann G. Schmidt und der Französin Marie Alice Constant Lafourcade, in Lissabon geboren. Sie war die zweite der vier Töchter des Paares und die Schwester der Pianistinnen Jeanne und Maria Rey Colaço und der Schauspielerin Amélia Rey Colaço. Sie war mit dem Maler und Keramiker Jorge Colaço verwandt, der mit der Dichterin Branca de Gonta Colaço verheiratet und Vater der Bildhauerin Ana de Gonta Colaço und des Schriftstellers Tomás Ribeiro Colaço war. Als Angehörige einer der kultiviertesten und angesehensten Familien des Lissabonner Bürgertums wurden die Schwestern sehr künstlerisch und kulturell erzogen und nahmen schon früh an Soireen, Konzerten, Theateraufführungen und Tanzveranstaltungen teil, was ihre künstlerischen Neigungen begründete.
Obwohl das genaue Jahr nicht bekannt ist, war sie schon sehr früh Schülerin von Columbano Bordalo Pinheiro, einem bekannten Realisten, mit dem die Familie oft in Kontakt stand, und von Carlos Reis, dem unter anderem das Königspaar porträtierte. Sie setzte ihre künstlerischen Studien in Paris und Berlin fort.
Nach ihrer Rückkehr nach Portugal im Jahr 1913 begann Rey Colaço, ihre Werke auszustellen, und veranstaltete ihre erste Ausstellung im Salão da Ilustração Portuguesa, gemeinsam mit ihrer Freundin, der Künstlerin Mily Possoz. Die beiden Malerinnen stellten in den folgenden Jahren mehrmals gemeinsam aus, so 1916 auf der II Exposição dos Modernistas in Porto und 1919 im Salão Bobone. Die ausgestellten Werke zeigten bereits ihre Vorliebe für volkstümliche Motive und Figuren wie Wein- und Obstverkäufer; diese Themen des täglichen Lebens prägten auch eine Einzelausstellung im Jahr 1922.
Rey Colaço besuchte zusammen mit ihren Schwestern Jeanne und Maria Rey Colaço die Escola Superior de Música de Lisboa. 1916 hatte sie einen Auftritt bei einer Veranstaltung im Saal des Automóvel Club de Portugal, wobei sie von ihrem Vater am Klavier begleitet wurde und Beethoven-Lieder sang. Im April 1917 trat sie ein weiteres Mal auf, diesmal im Grémio Literário de Lisboa, wo sie Lieder von Schubert und Debussy sang.
Ab 1918 widmete sie sich hauptsächlich der Illustration, wobei sie auch hier eine Vorliebe für Themen zeigte, die mit der Natur und volkstümlichen Bräuchen oder Traditionen verbunden waren. Sie schuf zahlreiche Illustrationen für Postkarten und Zeitschriften wie Ilustração Portuguesa oder ABC, sowie für Bücher verschiedener Autoren und Dramatiker, wie João Pateta von Francisco Adolfo Coelho (1922), Os Lobos: tragédia rústica em três partes von Francisco Lage und João Correia de Oliveira (1919) oder Contos e Lendas da nossa Terra (1924) und Terra portuguesa (1926) von Maria da Luz Sobral. In diesen Werken zeichnete sie Figuren mit schlanken Körpern im Stile der Moderne, mit fröhlichen Gesichtern ohne Konturen und Kleidern ohne Texturen. Die von ihr geschaffenen Postkartenserien wurden vom Estado Novo für Propaganda- und Werbekampagnen verwendet.
Zur gleichen Zeit begann sie als Kostüm- und Bühnenbildnerin zu arbeiten und schloss sich einer Gruppe innovativer Künstler an, die eine neue Theaterästhetik in Portugal einführten. Sie arbeitete mit José Leitão de Barros, Maria Adelaide de Lima Cruz, Jorge Barradas und Milly Possoz zusammen und gehörte zu den technischen Teams der Aufführungen von Sonho de Uma Noite de Agosto (1919), mit ihrer Schwester Amélia in der Hauptrolle, Zilda von Alfredo Cortês (1921) und Os Cegos von Francisco Lage und João Correia de Oliveira (1923). Rey Colaço wirkte auch im portugiesischen Kino mit und entwarf die Zwischentitel für den Stummfilm Os Lobos unter der Regie von Rino Lupo (1923).
1924 heiratete Rey Colaço Horácio Paulo Menano, einen Arzt, Naturforscher und Universitätsprofessor, Bruder des Komponisten und Sängers António Menano aus Coimbra. Aus ihrer Ehe gingen vier Kinder hervor: Horácio (1925), Cecília (1926), Manuel (1928) und Isabel (1932). Mit der Gründung der Familie beendete Rey Colaço ihre künstlerische Tätigkeit und widmete sich ausschließlich ihrer Familie und dem Gesang.
Sie starb am 13. Juni 1978 im Alter von 85 Jahren in Lissabon. Sie ist auf dem Cemitério dos Prazeres begraben.
Ihre Werke befinden sich in Privat- und Museumssammlungen, einige sind im Museu Nacional do Teatro e da Dança oder im Museu Nacional de Arte Contemporânea do Chiado in Lissabon zu sehen. 2018 wurden mehrere von Rey Colaço illustrierte Bücher im  Museu Calouste Gulbenkian im Rahmen der Ausstellung Ilustradoras Modernistas do inicio do século XX gezeigt. 2019 war ihr Werk Teil der Ausstellung As Mulheres na Colecção Moderna. De Sonia Delaunay a Ângela Ferreira 1916–2018, ebenfalls im Museu Calouste Gulbenkian. Ihr Nachlass trug wesentlich zur 2019 gezeigten Ausstellung zum 120. Geburtstag ihrer Schwester Amélia Rey Colaço im Teatro Nacional D. Maria II bei.

## Werk (Auswahl)
Ausstellungen
- Salão da Ilustração Portuguesa, zusammen mit Mily Possoz (1913).
- Galeria das Artes em Lisboa und andere Ausstellungen, die der Architekt José Pacheco zusammen mit Jorge Barradas, José Sobral de Almada Negreiros und Stuart Carvalhais organisierte (1916).[19]
- II Exposições de Humoristas e Modernistas in Porto (1916).
- Salão Bobone, zusammen mit Mily Possoz (1919).[8]
- III Exposições de Humoristas e Modernistas in Porto (1919).
- XVI Exposição de Pintura, Escultura, e Arquitectura der Sociedade Nacional de Belas Artes (1919).[20]
- Galeria das Artes em Lisboa (1922).

Illustrationen
- Postkartenserien Os Pregões de Lisboa (ab 1910).
- Alexandre Rey Colaço: Cantigas de Portugal, Eigenverlag, Lissabon 1919.
- Francisco Lage und João Correia d'Oliveira: Os lobos, tragédia rústica em três actos, Campanhia Portuguesa, Porto 1919.
- Francisco Adolfo Coelho: João Pateta, o. V., Lissabon 1922.
- Maria da Luz Sobral und Carolina Michaëlis de Vasconcelos: Contos e lendas da nossa terra para crianças, Liv. Civilização, Porto 1924.
- Maria da Luz Sobral:  Terra portuguesa, Imp. Libanio da Silva, Lissabon 1926.

Kostüm- und Bühnenbild
- Kostüme für ihre Schwester Amélia im Stück Sonho de uma noite de Agosto von Gregorio Martínez Sierra (1919).[21]
- Bühnenbild für das Theaterstück A casa da boneca im Teatro Nacional de São Carlos (1921).[22]
- Bühnenbild für das Theaterstück Zilda des Dramatikers und Richters Alfredo Cortês (1921).[23]
- Bühnenbild für das Theaterstück Os Cegos von Francisco Lage und Joaquim Correia d'Oliveira (1923).[24]
- Kostüme für das Theaterstück Die Kameliendame von Alexandre Dumas, produziert von der Theatergruppe Rey Colaço (1923).[25]